# Trichomycterus nigricans
Trichomycterus nigricans är en fiskart som beskrevs av Achille Valenciennes 1832. Trichomycterus nigricans ingår i släktet Trichomycterus och familjen Trichomycteridae. Inga underarter finns listade i Catalogue of Life.